# Río Ciguiñuela
El río Ciguiñuela, a veces considerado arroyo, es un caudal de la península ibérica, afluente por la derecha del Eresma. Perteneciente a la cuenca hidrográfica del Duero, discurre por la provincia española de Segovia. 

## Curso

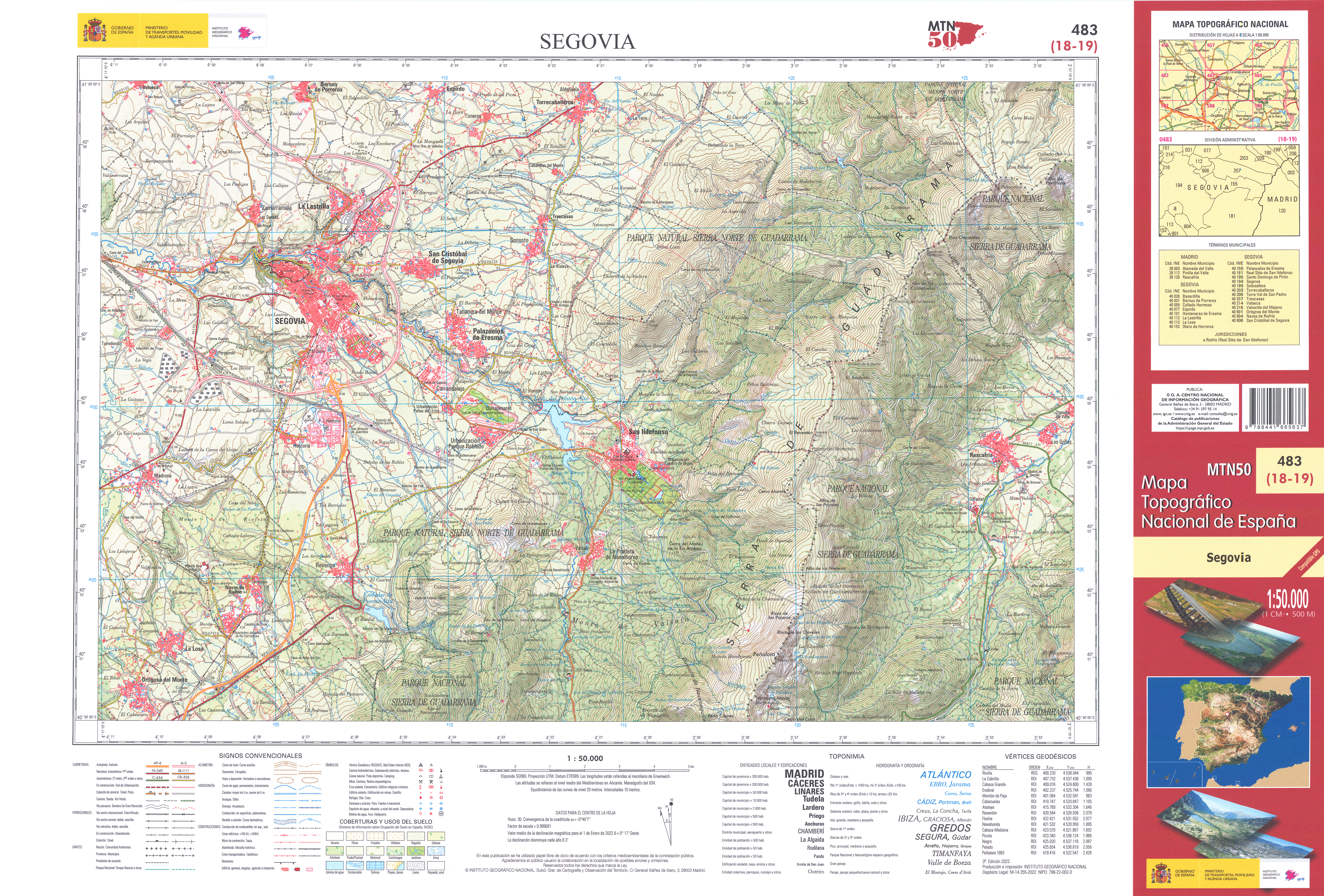
Fragmento de la hoja 483 del Mapa Topográfico Nacional de España de 2018 en el que se representa el curso del Río Ciguiñuela

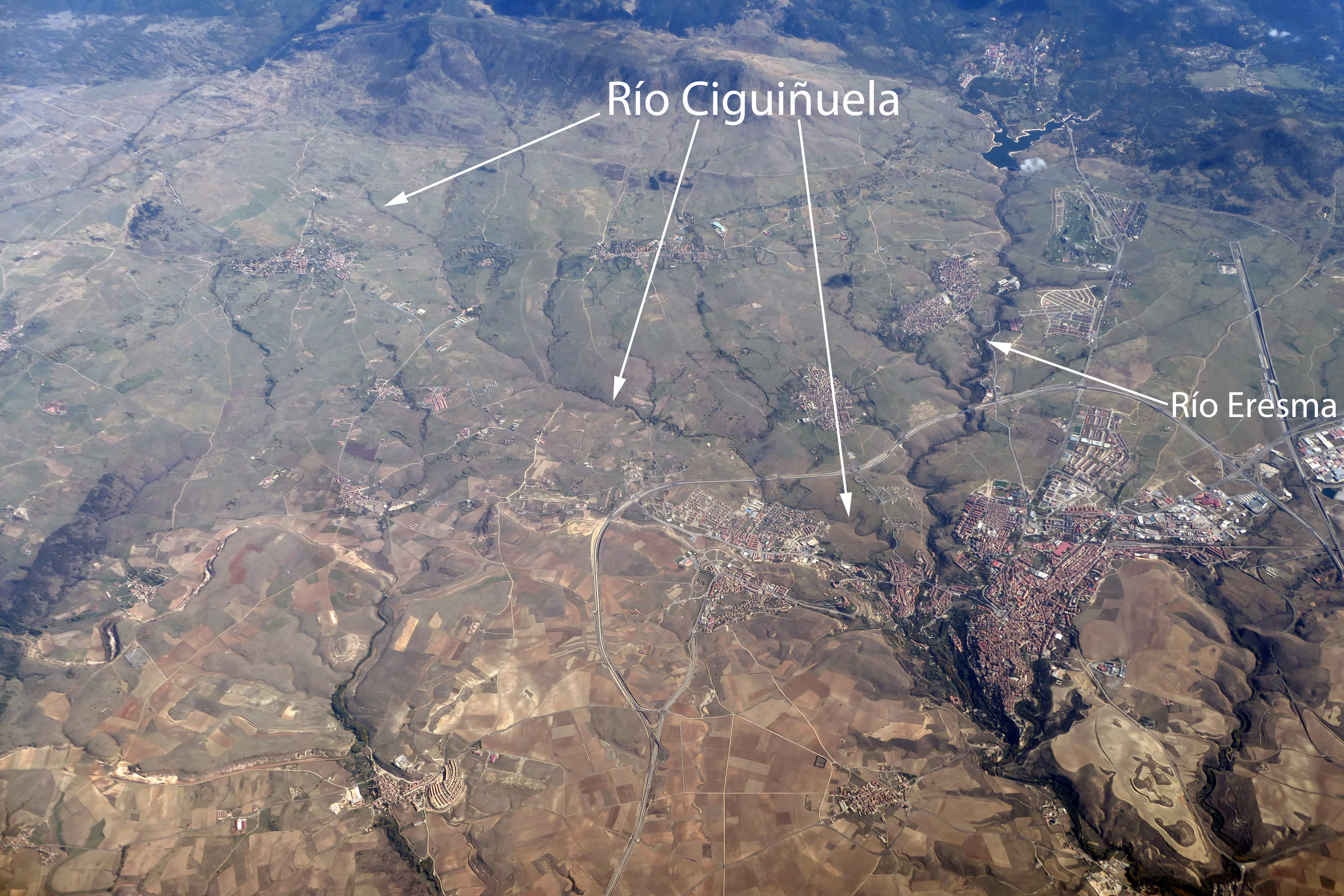
Vista aérea con el río Ciguiñuela etiquetado

Nace en la sierra de Guadarrama cercano del puerto de Malagosto en el término municipal de Torrecaballeros, provincia de Segovia, y desemboca en el Eresma en el término municipal de Segovia. Atraviesa La Torre y Cabanillas del Monte en Torrecaballeros, Trescasas, San Cristóbal de Segovia, El Sotillo (La Lastrilla) y Segovia donde confluye con el río Eresma.

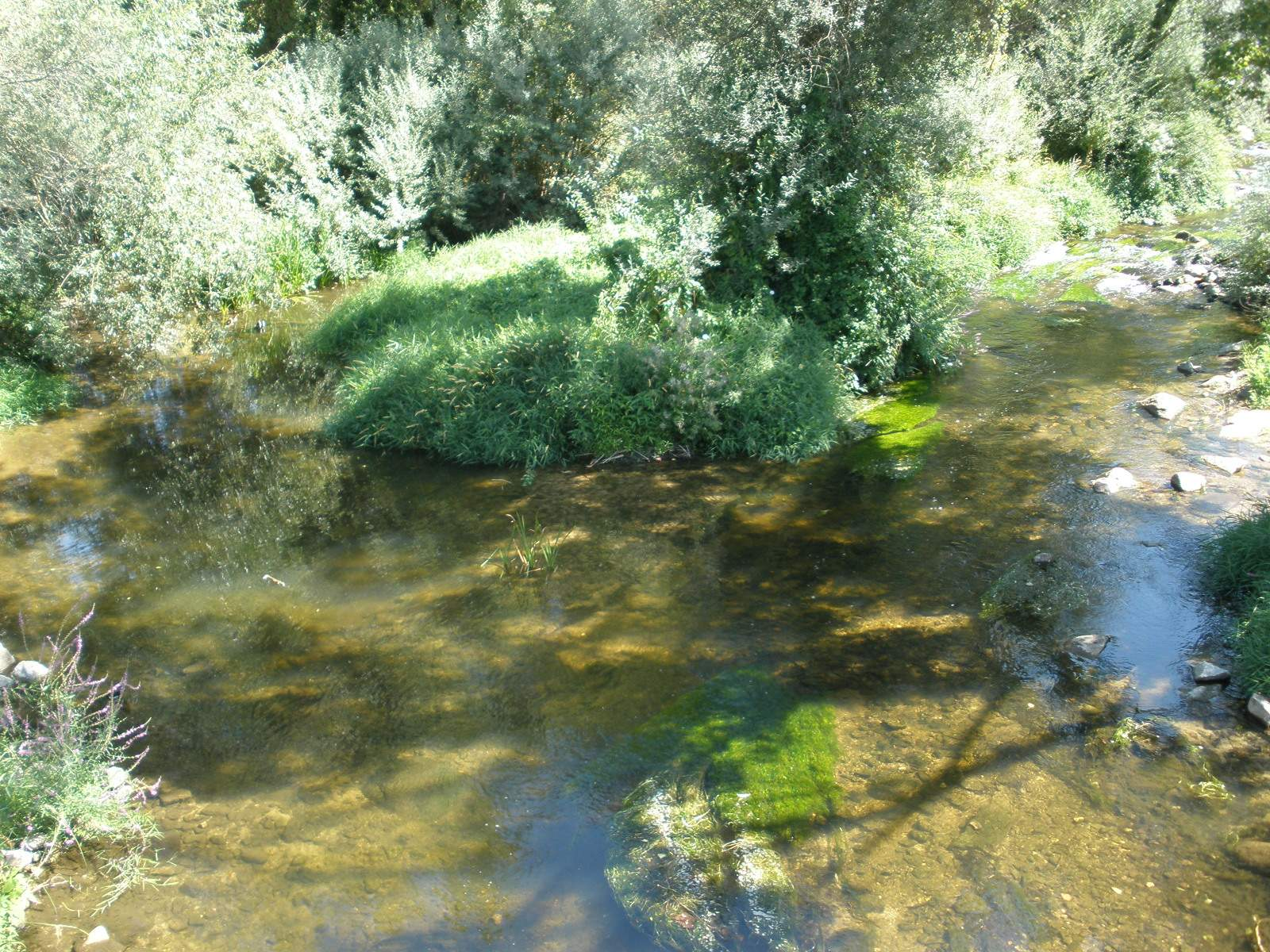
Confluencia de los ríos Eresma (derecha) y Ciguiñuela (izquierda)

Es de interés el Puente de las Cinco Luces en Cabanillas del Monte y el Puente de San Lázaro junto a la confluencia con el río Eresma en Segovia. Entre su fauna se crían barbos, cachos y bermeja.

## Embalse desestimado
La Confederación Hidrográfica del Duero (CHD) y el Ministerio de Medio Ambiente han propuesto en múltiples ocasiones la posibilidad de crear un embalse del Ciguiñuela con una capacidad de 29 hectómetros cúbicos, anegando 200 hectáreas y cuyas aguas llegarían a tan solo 500 metros de distancia de Cabanillas del Monte y 750 metros de Trescasas como opción para garantizar el suministro de agua en Segovia y su área de influencia.
Los ayuntamientos de los municipios por los que fluye el Ciguiñuela además del de Segovia capital y su alcaldesa Clara Luquero con el apoyo mayoritario de sus habitantes, varias asociaciones ecologistas y la Noble Junta de Cabezuelas gestora del cercano río de Cambrones se han posicionado en contra de este anteproyecto alegando que algunos informes desaconsejan la utilidad de la construcción, argumentan que este proyecto solo beneficiaría a la provincia de Valladolid y no a la de Segovia y que su ejecución pondría en zona inundable buena parte de Segovia como el barrio de San Lorenzo con zonas de alto valor patrimonial.
El posible proyecto fue desechado tras la moción de censura que provocó el final del gobierno de signo popular impulsor del proyecto.
La alternativa propuesta por los detractores es ampliar el embalse ya construido de Puente Alta en Revenga, este proyecto no dejaría Segovia en zona inundable ni causaría grandes destrozos paisajísticos además de estar en un río de mayor caudal y que dada su altitud viabiliza trasvases al pantano del Pontón Alto situado entre Palazuelos de Eresma y el Real Sitio de San Ildefonso.